# Höglandsmangab
Höglandsmangab (Rungwecebus kipunji) är en primat som lever i skogarna i Tanzanias högland. Den upptäcktes av två olika forskarlag oberoende av varandra i december 2003 och juli 2004. Det är den första afrikanska aparten som upptäckts sedan 1984.

## Kännetecken
Kroppslängden ligger uppskattningsvis mellan 85 och 90 centimeter. Därtill kommer en nästan lika lång svans. Vikten ligger mellan 8 och 16 kilogram. Pälsen har jämförelsevis långa hår av gråbrun eller rödaktig färg. Pälsens längd är en anpassning till det kalla klimatet i utbredningsområdet. Underarmarna är mörkare, händer och fötter svart och buken samt bakre delen av svansen vit. Apans svarta ansikte täcks delvis av långa hår vid kinderna och vid pannan. 

## Utbredning och habitat
Höglandsmangab är känd från två olika områden. Den hittades kring berget Mount Rungwe i sydvästra Tanzania och i Udzungwabergens nationalpark som ligger 350 km längre österut i centrala Tanzania. Habitatet utgörs av skogstäckta bergsregioner mellan 1 300 och 2 450 meter över havet.

## Levnadssätt
Det är nästan ingenting känt om artens beteende. De lever i träd och bildar flockar av ungefär 30 till 35 individer. Kännetecknande är deras läte som påminner om en blandning mellan skälla och tuta. Som hos flera närbesläktade arter förstoras honans genitalregion när hon är parningsberedd.

## Livslängd
Uppgifterna om livslängd är ännu så länge högst osäkra. Arten jämförs med babianer och gelador och tros nå en ålder av 20 – 45 år.

## Hot
Arten är särskilt starkt hotad på grund av skogsröjning och gruvdrift i levnadsområdet. Den västra regionen är bara 70 km² stor och den östra 3 km². Hela populationen uppskattas med 500 individer. Den består av 16 flockar kring Mount Rungwe och 3 flockar i Udzungwa Mountains. IUCN listar arten som akut hotad (critically endangered).

## Systematik
Vid upptäckten listades höglandsmangab i släktet Lophocebus. Nyare undersökningar utförd av T. Davenport visade däremot att apan bör listas i ett eget släkte Rungwecebus och att den är närmare släkt med babianer (Papio). Släktnamnet syftar på fyndorten av artens holotyp vid Mount Rungwe.